# Nir Bitton
Nir Bitton (in ebraico ניר ביטון‎?; Ashdod, 30 ottobre 1991) è un calciatore israeliano, centrocampista dell'Ashdod.

## Carriera

### Club
Nir Bitton inizia la sua carriera nel 2006 quando viene acquistato dall'Ashdod dove, compie tutta la trafila nelle formazioni giovanili del club sino al giorno del suo debutto in prima squadra: il 26 dicembre 2009 esordisce in occasione del match di campionato con l'Hapoel Petah e, durante la partita, ottiene anche la sua prima ammonizione in carriera da calciatore professionista. Il 20 febbraio 2010 realizza la sua prima rete in campionato durante il match con l'Hapoel Be'er Sheva. Il 18 dicembre realizza la sua prima doppietta in carriera durante la partita di campionato con l'Hapoel Ashkelon.

### Celtic
Il 30 agosto 2013 viene acquistato dagli scozzesi del Celtic per 820.000 euro.

### Nazionale
Colleziona molte presenze, con le nazionali giovanili, per poi debuttare con la nazionale maggiore, il 26 maggio 2010 nell'amichevole contro l'Uruguay.
Il 3 settembre 2015 segna la sua prima rete in nazionale contro l'Andorra, in una partita valida per le qualificazioni all'Europeo 2016.

## Statistiche

### Presenze e reti nei club
Statistiche aggiornate al 27 giugno 2019.
| Stagione             | Squadra              | Campionato           | Campionato | Campionato | Coppe nazionali | Coppe nazionali | Coppe nazionali | Coppe continentali | Coppe continentali | Coppe continentali | Altre coppe | Altre coppe | Altre coppe | Totale | Totale |
| Stagione             | Squadra              | Comp                 | Pres       | Reti       | Comp            | Pres            | Reti            | Comp               | Pres               | Reti               | Comp        | Pres        | Reti        | Pres   | Reti   |
| -------------------- | -------------------- | -------------------- | ---------- | ---------- | --------------- | --------------- | --------------- | ------------------ | ------------------ | ------------------ | ----------- | ----------- | ----------- | ------ | ------ |
| 2009-2010            | Ashdod               | Lh                   | 14+5       | 1+0        | CI              | 0               | 0               | -                  | -                  | -                  | -           | -           | -           | 18     | 8      |
| 2010-2011            | Ashdod               | Lh                   | 29+5       | 5+0        | CI              | 0               | 0               | -                  | -                  | -                  | -           | -           | -           | 34     | 5      |
| 2011-2012            | Ashdod               | Lh                   | 29+7       | 3+1        | CI              | 0               | 0               | -                  | -                  | -                  | -           | -           | -           | 36     | 4      |
| 2012-2013            | Ashdod               | Lh                   | 25+6       | 4+0        | CI              | 0               | 0               | -                  | -                  | -                  | -           | -           | -           | 31     | 4      |
| ago. 2013            | Ashdod               | Lh                   | 1          | 0          | CI              | 0               | 0               | -                  | -                  | -                  | -           | -           | -           | 1      | 0      |
| Totale Hapoel Ashdod | Totale Hapoel Ashdod | Totale Hapoel Ashdod | 98+23      | 13+1       |                 | 0               | 0               |                    | 0                  | 0                  |             | -           | -           | 121    | 14     |
| 2013-2014            | Celtic               | SP                   | 15         | 0          | SC+CdL          | 1+1             | 0               | UCL                | 3                  | 0                  | -           | -           | -           | 20     | 0      |
| 2014-2015            | Celtic               | SP                   | 31         | 2          | SC+CdL          | 5+2             | 0               | UCL+UEL            | 2+3                | 0+0                | -           | -           | -           | 43     | 2      |
| 2015-2016            | Celtic               | SP                   | 30         | 5          | SC+CdL          | 3+2             | 0               | UCL+UEL            | 6+5                | 2+1                | -           | -           | -           | 46     | 8      |
| 2016-2017            | Celtic               | SP                   | 26         | 1          | SC+CdL          | 3+2             | 0               | UCL                | 8                  | 0                  | -           | -           | -           | 39     | 1      |
| 2017-2018            | Celtic               | SP                   | 14         | 0          | SC+CdL          | 1+2             | 0               | UCL+UEL            | 6+0                | 0                  | -           | -           | -           | 23     | 0      |
| 2018-2019            | Celtic               | SP                   | 7          | 0          | SC+CdL          | 3+0             | 0               | UCL+UEL            | -                  | -                  | -           | -           | -           | 7      | 0      |
| 2019-2020            | Celtic               | SP                   | 15         | 0          | SC+CdL          | 3+2             | 0               | UCL+UEL            | 5+6                | 0+0                | -           | -           | -           | 31     | 0      |
| 2020-2021            | Celtic               | SP                   | 14         | 1          | SC+CdL          | 0+1             | 0               | UCL+UEL            | 1+5                | 0                  | -           | -           | -           | 21     | 1      |
| 2021-2022            | Celtic               | SP                   | 24         | 1          | SC+CdL          | 2+3             | 1+0             | UCL+UEL+UECL       | 1+7+1              | 0+0                | -           | -           | -           | 38     | 2      |
| Totale Celtic        | Totale Celtic        | Totale Celtic        | 176        | 10         |                 | 36              | 1               |                    | 59                 | 3                  |             | -           | -           | 271    | 14     |
| 2022-2023            | Maccabi Tel Aviv     | Lh                   | 19+2       | 1+0        | CI              | 2               | 0               | UECL               | 5                  | 0                  |             | -           | -           | 28     | 1      |
| Totale carriera      | Totale carriera      | Totale carriera      | 318        | 25         |                 | 38              | 1               |                    | 64                 | 3                  |             | -           | -           | 420    | 29     |

### Cronologia presenze e reti in nazionale
| Cronologia completa delle presenze e delle reti in nazionale ― Israele | Cronologia completa delle presenze e delle reti in nazionale ― Israele | Cronologia completa delle presenze e delle reti in nazionale ― Israele | Cronologia completa delle presenze e delle reti in nazionale ― Israele | Cronologia completa delle presenze e delle reti in nazionale ― Israele | Cronologia completa delle presenze e delle reti in nazionale ― Israele | Cronologia completa delle presenze e delle reti in nazionale ― Israele | Cronologia completa delle presenze e delle reti in nazionale ― Israele |
| Data                                                                   | Città                                                                  | In casa                                                                | Risultato                                                              | Ospiti                                                                 | Competizione                                                           | Reti                                                                   | Note                                                                   |
| ---------------------------------------------------------------------- | ---------------------------------------------------------------------- | ---------------------------------------------------------------------- | ---------------------------------------------------------------------- | ---------------------------------------------------------------------- | ---------------------------------------------------------------------- | ---------------------------------------------------------------------- | ---------------------------------------------------------------------- |
| 26-5-2010                                                              | Montevideo                                                             | Uruguay                                                                | 4 – 1                                                                  | Israele                                                                | Amichevole                                                             | -                                                                      | 54’                                                                    |
| 30-5-2010                                                              | Concepción                                                             | Cile                                                                   | 3 – 0                                                                  | Israele                                                                | Amichevole                                                             | -                                                                      |                                                                        |
| 9-2-2011                                                               | Tel Aviv                                                               | Israele                                                                | 0 – 2                                                                  | Serbia                                                                 | Amichevole                                                             | -                                                                      | 64’                                                                    |
| 11-10-2011                                                             | Ta' Qali                                                               | Malta                                                                  | 0 – 2                                                                  | Israele                                                                | Qual. Euro 2012                                                        | -                                                                      |                                                                        |
| 31-5-2012                                                              | Lipsia                                                                 | Germania                                                               | 2 – 0                                                                  | Israele                                                                | Amichevole                                                             | -                                                                      | 73’                                                                    |
| 12-10-2012                                                             | Lussemburgo                                                            | Lussemburgo                                                            | 0 – 6                                                                  | Israele                                                                | Qual. Mondiali 2014                                                    | -                                                                      | 77’                                                                    |
| 5-3-2014                                                               | Netanya                                                                | Israele                                                                | 1 – 3                                                                  | Slovacchia                                                             | Amichevole                                                             | -                                                                      | 66’                                                                    |
| 10-10-2014                                                             | Nicosia                                                                | Cipro                                                                  | 1 – 2                                                                  | Israele                                                                | Qual. Euro 2016                                                        | -                                                                      | 82’                                                                    |
| 13-10-2014                                                             | Andorra la Vella                                                       | Andorra                                                                | 1 – 4                                                                  | Israele                                                                | Qual. Euro 2016                                                        | -                                                                      |                                                                        |
| 16-11-2014                                                             | Haifa                                                                  | Israele                                                                | 3 – 0                                                                  | Bosnia ed Erzegovina                                                   | Qual. Euro 2016                                                        | -                                                                      | 74’ 84’                                                                |
| 28-3-2015                                                              | Haifa                                                                  | Israele                                                                | 0 – 3                                                                  | Galles                                                                 | Qual. Euro 2016                                                        | -                                                                      | 60’                                                                    |
| 31-3-2015                                                              | Gerusalemme                                                            | Israele                                                                | 0 – 1                                                                  | Belgio                                                                 | Qual. Euro 2016                                                        | -                                                                      |                                                                        |
| 12-6-2015                                                              | Zenica                                                                 | Bosnia ed Erzegovina                                                   | 3 – 1                                                                  | Israele                                                                | Qual. Euro 2016                                                        | -                                                                      | 80’                                                                    |
| 3-9-2015                                                               | Haifa                                                                  | Israele                                                                | 4 – 0                                                                  | Andorra                                                                | Qual. Euro 2016                                                        | 1                                                                      |                                                                        |
| 6-9-2015                                                               | Cardiff                                                                | Galles                                                                 | 0 – 0                                                                  | Israele                                                                | Qual. Euro 2016                                                        | -                                                                      | 61’                                                                    |
| 10-10-2015                                                             | Gerusalemme                                                            | Israele                                                                | 1 – 2                                                                  | Cipro                                                                  | Qual. Euro 2016                                                        | 1                                                                      | 45+1’                                                                  |
| 23-3-2016                                                              | Osijek                                                                 | Croazia                                                                | 2 – 0                                                                  | Israele                                                                | Amichevole                                                             | -                                                                      | cap.                                                                   |
| 31-5-2016                                                              | Novi Sad                                                               | Serbia                                                                 | 3 – 1                                                                  | Israele                                                                | Amichevole                                                             | -                                                                      | 85’                                                                    |
| 5-9-2016                                                               | Haifa                                                                  | Israele                                                                | 1 – 3                                                                  | Italia                                                                 | Qual. Mondiali 2018                                                    | -                                                                      | 58’                                                                    |
| 6-10-2016                                                              | Skopje                                                                 | Macedonia                                                              | 1 – 2                                                                  | Israele                                                                | Qual. Mondiali 2018                                                    | -                                                                      | 53’                                                                    |
| 9-10-2017                                                              | Gerusalemme                                                            | Israele                                                                | 0 – 1                                                                  | Spagna                                                                 | Qual. Mondiali 2018                                                    | -                                                                      | 67’                                                                    |
| 8-6-2019                                                               | Riga                                                                   | Lettonia                                                               | 0 – 3                                                                  | Israele                                                                | Qual. Euro 2020                                                        | -                                                                      |                                                                        |
| 10-6-2019                                                              | Varsavia                                                               | Polonia                                                                | 4 – 0                                                                  | Israele                                                                | Qual. Euro 2020                                                        | -                                                                      | 82’                                                                    |
| 10-10-2019                                                             | Vienna                                                                 | Austria                                                                | 3 – 1                                                                  | Israele                                                                | Qual. Euro 2020                                                        | -                                                                      | 55’                                                                    |
| 15-10-2019                                                             | Be'er Sheva                                                            | Israele                                                                | 3 – 1                                                                  | Lettonia                                                               | Qual. Euro 2020                                                        | -                                                                      |                                                                        |
| 16-11-2019                                                             | Gerusalemme                                                            | Israele                                                                | 1 – 2                                                                  | Polonia                                                                | Qual. Euro 2020                                                        | -                                                                      | 53’                                                                    |
| 19-11-2019                                                             | Skopje                                                                 | Macedonia del Nord                                                     | 1 – 0                                                                  | Israele                                                                | Qual. Euro 2020                                                        | -                                                                      |                                                                        |
| 4-9-2020                                                               | Glasgow                                                                | Scozia                                                                 | 1 – 1                                                                  | Israele                                                                | UEFA Nations League 2020-2021 - 1º turno                               | -                                                                      |                                                                        |
| 7-9-2020                                                               | Netanya                                                                | Israele                                                                | 1 – 1                                                                  | Slovacchia                                                             | UEFA Nations League 2020-2021 - 1º turno                               | -                                                                      |                                                                        |
| 8-10-2020                                                              | Glasgow                                                                | Scozia                                                                 | 0 – 0 dts (5 – 3 dtr)                                                  | Israele                                                                | Qual. Euro 2020                                                        | -                                                                      | 56’                                                                    |
| 15-11-2020                                                             | Plzeň                                                                  | Rep. Ceca                                                              | 1 – 0                                                                  | Israele                                                                | UEFA Nations League 2020-2021 - 1º turno                               | -                                                                      |                                                                        |
| 18-11-2020                                                             | Netanya                                                                | Israele                                                                | 1 – 0                                                                  | Scozia                                                                 | UEFA Nations League 2020-2021 - 1º turno                               | -                                                                      |                                                                        |
| 1-9-2021                                                               | Tórshavn                                                               | Fær Øer                                                                | 0 – 4                                                                  | Israele                                                                | Qual. Mondiali 2022                                                    | -                                                                      | 84’                                                                    |
| 4-9-2021                                                               | Haifa                                                                  | Israele                                                                | 5 – 2                                                                  | Austria                                                                | Qual. Mondiali 2022                                                    | -                                                                      |                                                                        |
| 9-10-2021                                                              | Glasgow                                                                | Scozia                                                                 | 3 – 2                                                                  | Israele                                                                | Qual. Mondiali 2022                                                    | -                                                                      |                                                                        |
| 12-10-2021                                                             | Be'er Sheva                                                            | Israele                                                                | 2 – 1                                                                  | Moldavia                                                               | Qual. Mondiali 2022                                                    | -                                                                      |                                                                        |
| 12-11-2021                                                             | Klagenfurt am Wörthersee                                               | Austria                                                                | 4 – 2                                                                  | Israele                                                                | Qual. Mondiali 2022                                                    | 1                                                                      |                                                                        |
| 15-11-2021                                                             | Netanya                                                                | Israele                                                                | 3 – 2                                                                  | Fær Øer                                                                | Qual. Mondiali 2022                                                    | -                                                                      | cap.                                                                   |
| 26-3-2022                                                              | Sinsheim                                                               | Germania                                                               | 2 – 0                                                                  | Israele                                                                | Amichevole                                                             | -                                                                      |                                                                        |
| Totale                                                                 |                                                                        | Presenze                                                               | 39                                                                     |                                                                        | Reti                                                                   | 3                                                                      |                                                                        |

## Palmarès

### Club

#### Competizioni nazionali
- Campionato scozzese: 8

Celtic: 2013-2014, 2014-2015, 2015-2016, 2016-2017, 2017-2018, 2018-2019, 2019-2020, 2021-2022
- Coppa di Lega scozzese: 6

Celtic: 2014-2015, 2016-2017, 2017-2018, 2018-2019, 2019-2020, 2021-2022
- Coppa di Scozia: 4

Celtic: 2016-2017, 2017-2018, 2018-2019, 2019-2020
- Campionato israeliano: 1

Maccabi Tel Aviv: 2023-2024
- Supercoppa d'Israele: 1

Maccabi Tel Aviv: 2024